# 周永康 (美國)
周永康（英語：Charles K. Djou，即查尔斯·K·周；1970年8月9日—），前美國夏威夷州第一國會選區聯邦眾議員、資深共和黨人（曾經擔任夏威夷州共和黨副主席），也是該州執業律師，曾於美國陸軍擔任少校。

## 生平
2010年5月22日，周永康以39.4%的得票在補選中勝出，擊敗兩名同室操戈的民主黨候選人（一位是白人，另一位則是日裔花房若子），取代了因競選州長而辭職的聯邦眾議員尼爾·艾伯克朗比，也成為夏威夷州第一選區近二十年來首位共和黨籍聯邦眾議員（該區被視為民主黨鐵票區）。

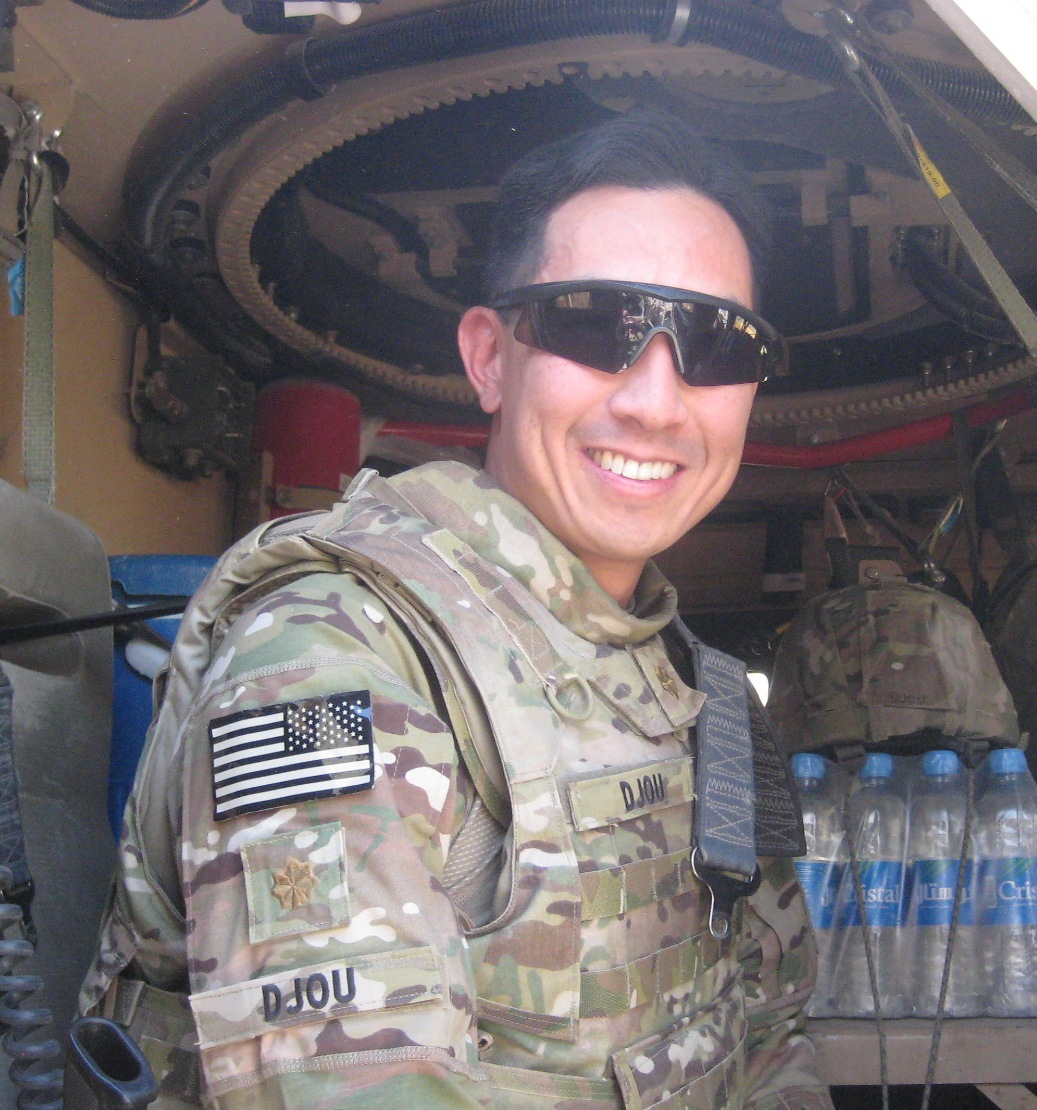
周永康少校（美國陸軍）軍裝照

周永康於5月25日在國會宣誓就職，成為「美國第三位華裔聯邦眾議員」，也是「首位華裔共和黨聯邦眾議員」（前兩位是民主黨人吳振偉和趙美心）。值得一提的是，「全美首位華裔共和黨籍聯邦參議員」是鄺友良（Hiram Yau Leong Fong），同樣也是夏威夷州選出。
周永康在2010年期中選舉被花房若子擊敗，結束了半年多的國會議員生涯。2011年，周以美國後備軍人身分，奉派徵召前往阿富汗作戰前線，擔任法務官；2012年周又捲土重來，投入夏州第一選區眾議員選舉，於同年11月再度對壘花房（兩年一任），惟最終仍不敵該州龐大民主黨票源而落敗。
隨著日裔夏威夷州資深聯邦參議員井上建的逝世，該州將於2014年舉行特別選舉填補其遺缺，根據傳媒報導，周永康與前州長林格爾女士被視為共和黨內具競爭力的潛在候選人。但周並沒有參加共和黨初選。
周永康生於加州洛杉磯，父親為中國上海人，母親則是泰國华裔。他的妻子「史黛西·川崎·周」是日裔美國人，他們育有三名子女。當選聯邦眾議員前，周永康曾任夏威夷州眾議員和檀香山市議員，並為執業律師。